# Aceracee
Aceraceele (Aceraceae) sunt o familie de plante lemnoase, care cresc în păduri (ex. arțarul, jugastrul, paltinul etc.), cu frunze opuse, întregi, simple sau uneori compuse, lipsite de stipele. Florile, mărunte, alb-verzui, sunt grupate în inflorescențe. Fructele, numite samare sunt formate din una-două aripioare de consistența hârtiei, putând fi ușor răspândite de vânt. Arborii din această familie sunt folosiți în industria de mobilă sau ca plante decorative. În sistemul de clasificare APG III familia Aceraceae este inclusă în familia Sapindaceae.

## Specii din România
În România vegetează 5 specii spontane și  3 specii cultivate ca plante ornamentale:
- Acer campestre = Jugastru
- Acer ginnala = Arțar de Manciuria - cultivat
- Acer monspessulanum = Jugastru de Banat, un arbore mediteranean
- Acer negundo = Arțar american - cultivat
- Acer platanoides = Arțar, Paltin de câmp
- Acer pseudoplatanus = Paltin, Paltin de munte
- Acer saccharinum = Paltin argintiu - cultivat
- Acer tataricum = Arțar tătărăsc, Gladiș